# Seznam olympijských medailistek v judu
Toto je seznam olympijských medailistek v judu.

### Superlehká váha
|          | Limit | Zlato                              | Stříbro                                   | Bronz                                  | Bronz                                      |
| -------- | ----- | ---------------------------------- | ----------------------------------------- | -------------------------------------- | ------------------------------------------ |
| LOH 1992 | 48 kg | Cécile Nowaková · Francie (FRA)    | Rjóko Taniová · Japonsko (JPN)            | Amarilis Savónová · Kuba (CUB)         | Hülya Şenyurtová · Turecko (TUR)           |
| LOH 1996 | 48 kg | Kje Sun-hui · Severní Korea (PRK)  | Rjóko Taniová · Japonsko (JPN)            | Amarilis Savónová · Kuba (CUB)         | Yolanda Solerová · Španělsko (ESP)         |
| LOH 2000 | 48 kg | Rjóko Taniová · Japonsko (JPN)     | Ljubov Bruletovová · Rusko (RUS)          | Anna-Maria Gradanteová · Německo (GER) | Ann Simonsová · Belgie (BEL)               |
| LOH 2004 | 48 kg | Rjóko Taniová · Japonsko (JPN)     | Frédérique Jossinetová · Francie (FRA)    | Julija Matijasová · Německo (GER)      | Kao Feng · Čína (CHN)                      |
| LOH 2008 | 48 kg | Alina Dumitruová · Rumunsko (ROU)  | Yanet Bermoyová · Kuba (CUB)              | Paula Paretová · Argentina (ARG)       | Rjóko Taniová · Japonsko (JPN)             |
| LOH 2012 | 48 kg | Sarah Menezesová · Brazílie (BRA)  | Alina Dumitruová · Rumunsko (ROU)         | Éva Csernoviczká · Maďarsko (HUN)      | Charline Van Snicková · Belgie (BEL)       |
| LOH 2016 | 48 kg | Paula Paretová · Argentina (ARG)   | Čong Po-kjong · Jižní Korea (KOR)         | Ami Kondóová · Japonsko (JPN)          | Galbadrachyn Otgonceceg · Kazachstán (KAZ) |
| LOH 2020 | 48 kg | Distria Krasniqiová · Kosovo (KOS) | Funa Tonakiová · Japonsko (JPN)           | Darija Bilodidová · Ukrajina (UKR)     | Mönchbatyn Uranceceg · Mongolsko (MGL)     |
| LOH 2024 | 48 kg | Nacumi Cunodaová · Japonsko (JPN)  | Básanchüü Bavudoržijová · Mongolsko (MGL) | Shirine Boukliová · Francie (FRA)      | Tara Babulfathová · Švédsko (SWE)          |

### Pololehká váha
|          | Limit | Zlato                                   | Stříbro                             | Bronz                               | Bronz                                   |
| -------- | ----- | --------------------------------------- | ----------------------------------- | ----------------------------------- | --------------------------------------- |
| LOH 1992 | 52 kg | Almudena Muñozová · Španělsko (ESP)     | Noriko Mizogučiová · Japonsko (JPN) | Li Čung-jün · Čína (CHN)            | Sharon Rendleová · Velká Británie (GBR) |
| LOH 1996 | 52 kg | Marie-Claire Restouxová · Francie (FRA) | Hjon Suk-hui · Jižní Korea (KOR)    | Noriko Sugawara · Japonsko (JPN)    | Legna Verdeciaová · Kuba (CUB)          |
| LOH 2000 | 52 kg | Legna Verdeciaová · Kuba (CUB)          | Noriko Narazakiová · Japonsko (JPN) | Liou Jü-siang · Čína (CHN)          | Kje Sun-hui · Severní Korea (PRK)       |
| LOH 2004 | 52 kg | Sian Tung-mej · Čína (CHN)              | Juki Jokosawaová · Japonsko (JPN)   | Amarilis Savónová · Kuba (CUB)      | Ilse Heylenová · Belgie (BEL)           |
| LOH 2008 | 52 kg | Sian Tung-mej · Čína (CHN)              | An Kum-e · Severní Korea (PRK)      | Soraja Haddadová · Alžírsko (ALG)   | Misato Nakamuraová · Japonsko (JPN)     |
| LOH 2012 | 52 kg | An Kum-e · Severní Korea (PRK)          | Yanet Bermoyová · Kuba (CUB)        | Rosalba Forcinitiová · Itálie (ITA) | Priscilla Gnetová · Francie (FRA)       |
| LOH 2016 | 52 kg | Majlinda Kelmendiová · Kosovo (KOS)     | Odette Giuffridaová · Itálie (ITA)  | Misato Nakamuraová · Japonsko (JPN) | Natalja Kuzjutinová · Rusko (RUS)       |
| LOH 2020 | 52 kg | Uta Abeová · Japonsko (JPN)             | Amandine Buchardová · Francie (FRA) | Odette Giuffridaová · Itálie (ITA)  | Chelsie Gilesová · Velká Británie (GBR) |
| LOH 2024 | 52 kg | Diyora Keldeyorová · Uzbekistán (UZB)   | Distria Krasniqiová · Kosovo (KOS)  | Larissa Pimentaová · Brazílie (BRA) | Amandine Buchardová · Francie (FRA)     |

### Lehká váha
|          | Limit | Zlato                                 | Stříbro                                      | Bronz                                          | Bronz                               |
| -------- | ----- | ------------------------------------- | -------------------------------------------- | ---------------------------------------------- | ----------------------------------- |
| LOH 1992 | 56 kg | Miriam Blascová · Španělsko (ESP)     | Nicola Fairbrotherová · Velká Británie (GBR) | Driulis Gonzálezová · Kuba (CUB)               | Čijori Tateno · Japonsko (JPN)      |
| LOH 1996 | 56 kg | Driulis Gonzálezová · Kuba (CUB)      | Čong Son-jong · Jižní Korea (KOR)            | Isabel Fernándezová · Španělsko (ESP)          | Marisabelle Lombaová · Belgie (BEL) |
| LOH 2000 | 57 kg | Isabel Fernándezová · Španělsko (ESP) | Driulis Gonzálezová · Kuba (CUB)             | Kie Kusakabeová · Japonsko (JPN)               | Mária Pekliová · Austrálie (AUS)    |
| LOH 2004 | 57 kg | Yvonne Bönischová · Německo (GER)     | Kje Sun-hui · Severní Korea (PRK)            | Deborah Gravenstijnová · Nizozemsko (NED)      | Yurisleidys Lupeteyová · Kuba (CUB) |
| LOH 2008 | 57 kg | Giulia Quintavalleová · Itálie (ITA)  | Deborah Gravenstijnová · Nizozemsko (NED)    | Ketleyn Quadrosová · Brazílie (BRA)            | Sü Jen · Čína (CHN)                 |
| LOH 2012 | 57 kg | Kaori Macumotová · Japonsko (JPN)     | Corina Ștefanová · Rumunsko (ROM)            | Marti Malloyová · Spojené státy americké (USA) | Automne Paviaová · Francie (FRA)    |
| LOH 2016 | 57 kg | Rafaela Silvaová · Brazílie (BRA)     | Dordžsürengín Sumijá · Mongolsko (MGL)       | Telma Monteirová · Portugalsko (POR)           | Kaori Macumotová · Japonsko (JPN)   |
| LOH 2020 | 57 kg | Nora Gjakovaová · Kosovo (KOS)        | Sarah-Léonie Cysiqueová · Francie (FRA)      | Jessica Klimkaitová · Kanada (CAN)             | Cukasa Jošidaová · Japonsko (JPN)   |
| LOH 2024 | 57 kg | Christa Degučiová · Kanada (CAN)      | Huh Mimi · Jižní Korea (KOR)                 | Sarah-Léonie Cysiqueová · Francie (FRA)        | Haruka Funakubová · Japonsko (JPN)  |

### Polostřední váha
|          | Limit | Zlato                                   | Stříbro                                   | Bronz                                        | Bronz                                            |
| -------- | ----- | --------------------------------------- | ----------------------------------------- | -------------------------------------------- | ------------------------------------------------ |
| LOH 1992 | 61 kg | Catherine Fleuryová · Francie (FRA)     | Ja'el Aradová · Izrael (ISR)              | Jelena Petrovová · Sjednocený tým (EUN)      | Čang Ti · Čína (CHN)                             |
| LOH 1996 | 61 kg | Júko Emotová · Japonsko (JPN)           | Gella Vandecaveyeová · Belgie (BEL)       | Jenny Galová · Nizozemsko (NED)              | Čong Song-suk · Jižní Korea (KOR)                |
| LOH 2000 | 63 kg | Séverine Vandenhendeová · Francie (FRA) | Li Šu-fang · Čína (CHN)                   | Čong Song-suk · Jižní Korea (KOR)            | Gella Vandecaveyeová · Belgie (BEL)              |
| LOH 2004 | 63 kg | Ajumi Tanimotová · Japonsko (JPN)       | Claudia Heillová · Rakousko (AUT)         | Urška Žolnirová · Slovinsko (SLO)            | Driulis Gonzálezová · Kuba (CUB)                 |
| LOH 2008 | 63 kg | Ajumi Tanimotová · Japonsko (JPN)       | Lucie Décosseová · Francie (FRA)          | Elisabeth Willeboordseová · Nizozemsko (NED) | Won Ok Im · Severní Korea (PRK)                  |
| LOH 2012 | 63 kg | Urška Žolnirová · Slovinsko (SLO)       | Sü Li-li · Čína (CHN)                     | Jošie Uenová · Japonsko (JPN)                | Gévrise Émaneová · Francie (FRA)                 |
| LOH 2016 | 63 kg | Tina Trstenjaková · Slovinsko (SLO)     | Clarisse Agbegnenouová · Francie (FRA)    | Jarden Džerbiová · Izrael (ISR)              | Anicka van Emdenová · Nizozemsko (NED)           |
| LOH 2020 | 63 kg | Clarisse Agbegnenouová · Francie (FRA)  | Tina Trstenjaková · Slovinsko (SLO)       | Maria Centracchiová · Itálie (ITA)           | Catherine Beaucheminová-Pinardová · Kanada (CAN) |
| LOH 2024 | 63 kg | Andreja Leškiová · Slovinsko (SLO)      | Prisca Awitiová Alcarazová · Mexiko (MEX) | Clarisse Agbegnenouová · Francie (FRA)       | Laura Fazliuová · Kosovo (KOS)                   |

### Střední váha
|          | Limit | Zlato                               | Stříbro                                | Bronz                                          | Bronz                                   |
| -------- | ----- | ----------------------------------- | -------------------------------------- | ---------------------------------------------- | --------------------------------------- |
| LOH 1992 | 66 kg | Odalis Revéová · Kuba (CUB)         | Emanuela Pierantozziová · Itálie (ITA) | Kate Howeyová · Velká Británie (GBR)           | Heidi Rakelsová · Belgie (BEL)          |
| LOH 1996 | 66 kg | Čo Min-son · Jižní Korea (KOR)      | Aneta Szczepańská · Polsko (POL)       | Wang Sien-po · Čína (CHN)                      | Claudia Zwiersová · Nizozemsko (NED)    |
| LOH 2000 | 70 kg | Sibelis Veranesová · Kuba (CUB)     | Kate Howeyová · Velká Británie (GBR)   | Čo Min-son · Jižní Korea (KOR)                 | Ylenia Scapinová · Itálie (ITA)         |
| LOH 2004 | 70 kg | Masae Uenová · Japonsko (JPN)       | Edith Boschová · Nizozemsko (NED)      | Čchin Tung-ja · Čína (CHN)                     | Annett Böhmová · Německo (GER)          |
| LOH 2008 | 70 kg | Masae Uenová · Japonsko (JPN)       | Anaysi Hernándezová · Kuba (CUB)       | Ronda Rouseyová · Spojené státy americké (USA) | Edith Boschová · Nizozemsko (NED)       |
| LOH 2012 | 70 kg | Lucie Décosseová · Francie (FRA)    | Kerstin Thieleová · Německo (GER)      | Yuri Alvearová · Kolumbie (COL)                | Edith Boschová · Nizozemsko (NED)       |
| LOH 2016 | 70 kg | Haruka Tačimotová · Japonsko (JPN)  | Yuri Alvearová · Kolumbie (COL)        | Sally Conwayová · Velká Británie (GBR)         | Laura Vargasová Kochová · Německo (GER) |
| LOH 2020 | 70 kg | Čizuru Araiová · Japonsko (JPN)     | Michaela Polleresová · Rakousko (AUT)  | Madina Taimazová · Sportovci ROV (ROC)         | Sanne van Dijkeová · Nizozemsko (NED)   |
| LOH 2024 | 70 kg | Barbara Matićová · Chorvatsko (CRO) | Miriam Butkereitová · Německo (GER)    | Michaela Polleresová · Rakousko (AUT)          | Gabriella Willemsová · Belgie (BEL)     |

### Polotěžká váha
|          | Limit | Zlato                                            | Stříbro                                 | Bronz                                  | Bronz                                  |
| -------- | ----- | ------------------------------------------------ | --------------------------------------- | -------------------------------------- | -------------------------------------- |
| LOH 1992 | 72 kg | Kim Mi-čong · Jižní Korea (KOR)                  | Joko Tanabeová · Japonsko (JPN)         | Irene de Koková · Nizozemsko (NED)     | Laëtitia Meignanová · Francie (FRA)    |
| LOH 1996 | 72 kg | Ulla Werbroucková · Belgie (BEL)                 | Joko Tanabeová · Japonsko (JPN)         | Diadenis Lunaová · Kuba (CUB)          | Ylenia Scapinová · Itálie (ITA)        |
| LOH 2000 | 78 kg | Tchang Lin · Čína (CHN)                          | Céline Lebrunová · Francie (FRA)        | Emanuela Pierantozziová · Itálie (ITA) | Simona Richterová · Rumunsko (ROU)     |
| LOH 2004 | 78 kg | Noriko Annová · Japonsko (JPN)                   | Liou Sia · Čína (CHN)                   | Lucia Moricová · Itálie (ITA)          | Yurisel Labordeová · Kuba (CUB)        |
| LOH 2008 | 78 kg | Jang Siou-li · Čína (CHN)                        | Yalennis Castillová · Kuba (CUB)        | Čong Kjong-mi · Jižní Korea (KOR)      | Stéphanie Possamaïová · Francie (FRA)  |
| LOH 2012 | 78 kg | Kayla Harrisonová · Spojené státy americké (USA) | Gemma Gibbonsová · Velká Británie (GBR) | Audrey Tcheuméová · Francie (FRA)      | Mayra Aguiarová · Brazílie (BRA)       |
| LOH 2016 | 78 kg | Kayla Harrisonová · Spojené státy americké (USA) | Audrey Tcheuméová · Francie (FRA)       | Mayra Aguiarová · Brazílie (BRA)       | Anamari Velenšeková · Slovinsko (SLO)  |
| LOH 2020 | 78 kg | Šóri Hamadaová · Japonsko (JPN)                  | Madeleine Malongaová · Francie (FRA)    | Anna-Maria Wagnerová · Německo (GER)   | Mayra Aguiarová · Brazílie (BRA)       |
| LOH 2024 | 78 kg | Alice Bellandiová · Itálie (ITA)                 | Inbar Lanirová · Izrael (ISR)           | Ma Čen-čao · Čína (CHN)                | Patrícia Sampaiová · Portugalsko (POR) |

### Těžká váha
|          | Limit  | Zlato                             | Stříbro                          | Bronz                                   | Bronz                               |
| -------- | ------ | --------------------------------- | -------------------------------- | --------------------------------------- | ----------------------------------- |
| LOH 1992 | +72 kg | Čuang Siao-jen · Čína (CHN)       | Estela Rodríguezová · Kuba (CUB) | Natalina Lupinová · Francie (FRA)       | Joko Sakaueová · Japonsko (JPN)     |
| LOH 1996 | +72 kg | Sun Fu-ming · Čína (CHN)          | Estela Rodríguezová · Kuba (CUB) | Christine Cicotová · Francie (FRA)      | Johanna Hagnová · Německo (GER)     |
| LOH 2000 | +77 kg | Jüan Chua · Čína (CHN)            | Daima Beltránová · Kuba (CUB)    | Kim Son-jong · Jižní Korea (KOR)        | Majumi Jamašitaová · Japonsko (JPN) |
| LOH 2004 | +77 kg | Maki Cukadaová · Japonsko (JPN)   | Daima Beltránová · Kuba (CUB)    | Tea Donguzašviliová · Rusko (RUS)       | Sun Fu-ming · Čína (CHN)            |
| LOH 2008 | +77 kg | Tchung Wen · Čína (CHN)           | Maki Cukadaová · Japonsko (JPN)  | Lucija Polavderová · Slovinsko (SLO)    | Idalis Ortízová · Kuba (CUB)        |
| LOH 2012 | +77 kg | Idalis Ortízová · Kuba (CUB)      | Mika Sugimotová · Japonsko (JPN) | Karina Bryantová · Velká Británie (GBR) | Tchung Wen · Čína (CHN)             |
| LOH 2016 | +77 kg | Emilie Andéolová · Francie (FRA)  | Idalis Ortízová · Kuba (CUB)     | Kanae Jamabeová · Japonsko (JPN)        | Jü Sung · Čína (CHN)                |
| LOH 2020 | +77 kg | Akira Soneová · Japonsko (JPN)    | Idalis Ortízová · Kuba (CUB)     | Iryna Kindzerská · Ázerbájdžán (AZE)    | Romane Dicková · Francie (FRA)      |
| LOH 2024 | +77 kg | Beatriz Souzaová · Brazílie (BRA) | Raz Heršková · Izrael (ISR)      | Romane Dicková · Francie (FRA)          | Kim Hayun · Jižní Korea (KOR)       |